# Championnat de Belgique de football
Cet article traite uniquement de la compétition masculine. Pour la compétition féminine, voir Championnat de Belgique de football féminin.
 (avril 2025).
Le championnat de Belgique de football, appelé « Division 1A » (ou « Jupiler Pro League » pour des raisons de parrainage avec Jupiler) et parfois abrégé D1A, est le championnat professionnel de football masculin au plus haut niveau de la RBFA.
En Belgique, le terme « championnat » s'applique à toutes les divisions.
Les clubs belges les plus titrés sont le RSC Anderlecht avec 34 titres, le Club Bruges avec 19 titres, l'Union Saint-Gilloise avec 12 titres et le Standard de Liège avec 10 titres.

## Histoire

### Genèse
| Palmarès (1895-1900) |
| --- |
| 1895-1896 : RFC Liège 1896-1897 : Racing Club Bruxelles 1897-1898 : RFC Liège 1898-1899 : RFC Liège 1899-1900 : Racing Club Bruxelles |

Les premières traces du football en Belgique remontent à la fin du XIXe siècle. C’est dans les milieux anglophones, notamment parmi les expatriés britanniques vivant à Anvers, Bruxelles et Liège, que le football commence à être pratiqué. Le Royal Antwerp Football Club, fondé en 1880 par des étudiants anglais, est reconnu comme le plus ancien club du pays. D’autres clubs apparaissent progressivement, souvent rattachés à des établissements scolaires ou à des cercles d’élite, comme le Royal Football Club Liégeois (1892), le Royal Léopold Football Club (1893) ou le Sporting Club de Bruxelles (1894), marquant les débuts structurés du football en Belgique.
En 1895, la Belgique franchit une étape majeure avec la fondation de l'Union belge des sociétés de sports athlétiques (UBSSA), qui deviendra par la suite l'Union royale belge des sociétés de football-association (URBSFA).
Ses fondateurs sont dix clubs sportifs pratiquant essentiellement l'athlétisme et le football. Les statuts initiaux laissent la place pour accueillir des clubs cyclistes, même si la Royale ligue vélocipédique belge (LVB) existe déjà depuis 1882, ou des sports de combats comme la boxe anglaise ou la lutte, également considérés comme des « sports athlétiques ». D'autres fédérations distinctes pour les différents sports voient le jour au fil du temps et le football devient la seule discipline gérée par l'Union Belge.

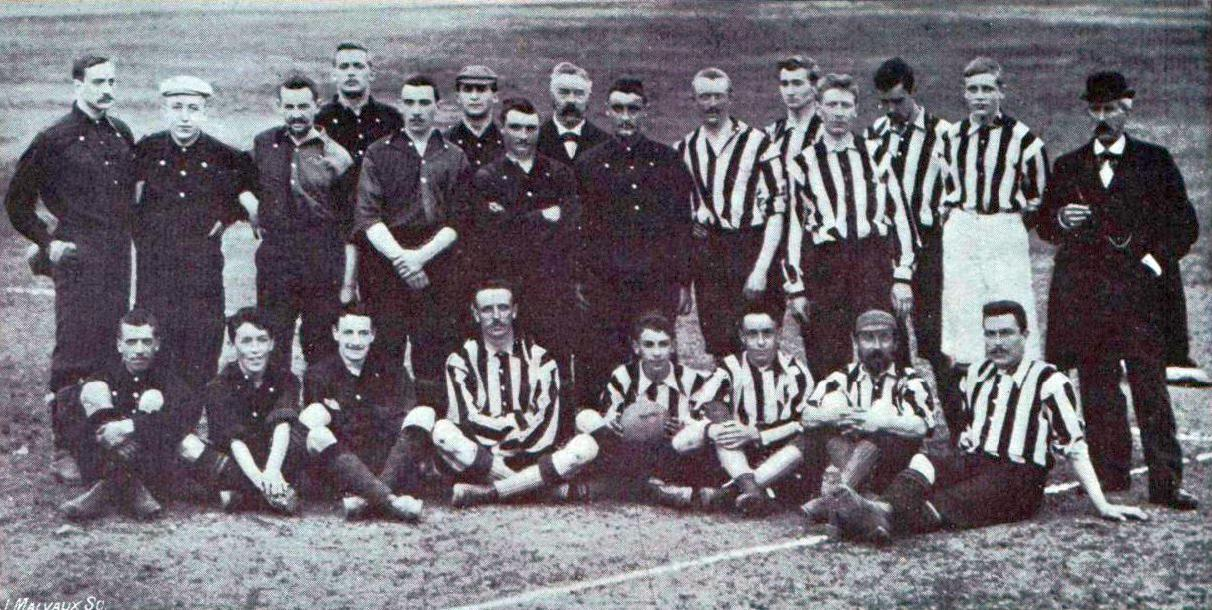
Royal Léopold Football Club contre Royal Football Club de Liège, à Spa le 4 octobre 1896.

Les dix clubs fondateurs de l'UBSSA sont: 
- Antwerp Football Club (1),
- Football Club Brugeois (3),
- Football Club Liégeois (4),
- Léopold Club de Bruxelles (5),
- Racing Club de Bruxelles (6),
- Association Athlétique La Gantoise (7)[2],
- Verviers Football Club (8)[2],
- Athletic and Running Club de Bruxelles[2],
- Sporting Club de Bruxelles,
- Union FC d'Ixelles

L'instance organise le premier championnat de Belgique, sous l’appellation de « coupe de championnat », qui débute la même année. Le championnat inaugural, regroupant sept clubs, est remporté par le RFC Liège en 1896.
La période entre 1895 et 1900 est caractérisée par une domination bruxelloise et liégeoise sur la scène footballistique belge. Des clubs tels que le Léopold Club Bruxelles, le Sporting Club de Bruxelles ou encore le Racing Club de Bruxelles jouent un rôle prépondérant dans la structuration du football belge, tant sur le plan sportif qu’administratif. Le football reste cependant une activité élitiste, pratiquée essentiellement par la classe bourgeoise francophone. Ce n’est qu’au début du XXe siècle que le sport commencera à s’ouvrir aux classes populaires et à se diffuser davantage en Flandre et en Wallonie.

### Avant-guerre sous domination bruxelloise  (1901-1914)
| Palmarès (1900-1914) |
| --- |
| 1900-1901 : Racing Club Bruxelles 1901-1902 : Racing Club Bruxelles 1902-1903 : Racing Club Bruxelles 1903-1904 : Union saint-gilloise 1904-1905 : Union saint-gilloise 1905-1906 : Union saint-gilloise 1906-1907 : Union saint-gilloise 1907-1908 : Racing Club Bruxelles 1908-1909 : Union saint-gilloise 1909-1910 : Union saint-gilloise 1910-1911 : Cercle Brugge KSV 1911-1912 : Daring Club Bruxelles 1912-1913 : Union saint-gilloise 1913-1914 : Daring Club Bruxelles 1914 à 1919 : Pas de compétition |

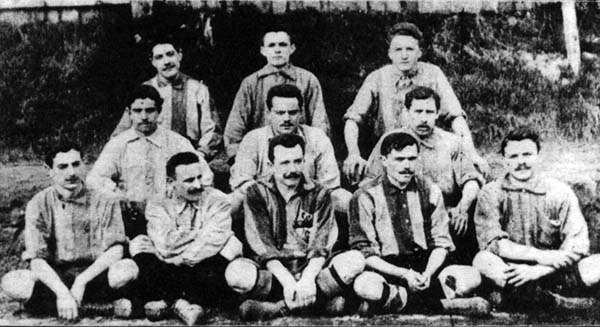
L'Union Saint-Gilloise, championne en 1904.

Entre 1900 et 1914, le championnat est marqué par une forte domination des clubs bruxellois, qui remportent la majorité des titres. Au fil des années, le football belge se développe et prend la forme pyramidale qu'il connaît aujourd'hui. La fédération belge) est une des première fédération nationale créée en dehors des îles britanniques, et les dirigeants belges sont, les initiateurs de la FIFA, la fédération mondiale créée en 1904. L’équipe nationale belge, surnommée plus tard les Diables Rouges, dispute son premier match officiel le 1er mai 1904 contre la France à Uccle, une rencontre qui se solde par un score de 3-3. Ce match marque aussi la fondation de la FIFA., dont la Belgique est membre fondatrice, aux côtés de la France, des Pays-Bas, de la Suisse, de la Suède et du Danemark.
Durant cette période, les clubs de la région de Bruxelles s'imposent comme les forces principales du football belge. Le Racing Club de Bruxelles, champion en 1900 et 1901, inaugure cette hégémonie, suivi par l’Union Saint-Gilloise, qui devient la référence nationale. Ce dernier club remporte sept titres de champion entre 1904 et 1913, dont une série de quatre titres consécutifs de 1904 à 1910, un record à l’époque. Le Daring Club de Bruxelles émerge à son tour à la fin de la période, remportant le championnat en 1912 et 1914, mettant fin à la domination exclusive de l’Union. Ces succès bruxellois reflètent aussi la centralité économique et démographique de la capitale belge, où les infrastructures sportives, le soutien institutionnel et les réseaux scolaires favorisent le développement du football de compétition.
La seule interruption à cette hégémonie bruxelloise survient en 1911, avec le titre remporté par le Club Sportif Brugeois, premier club flamand sacré champion de Belgique. Ce succès isolé reflète l’émergence encore timide du football en Flandre à l’époque, dans un paysage encore dominé par les clubs de la capitale.
À la veille de la Première Guerre mondiale, les clubs bruxellois totalisent 13 des 19 titres attribués depuis la création du championnat, attestant de leur rôle moteur dans le développement du football belge avant 1914.
De 1915 à 1919, le championnat est arrêté à cause de la Première Guerre mondiale. Aucun titre n'est attribué, et aucun championnat ne se déroule officiellement.

### Entre-deux-guerres (1919-1940)
| Palmarès (1919-1940) |
| --- |
| 1919-1920 : Club Brugge KV 1920-1921 : Daring Club Bruxelles 1921-1922 : Royal Beerschot AC 1922-1923 : Union saint-gilloise 1923-1924 : Royal Beerschot AC 1924-1925 : Royal Beerschot AC 1925-1926 : Royal Beerschot AC 1926-1927 : Cercle Brugge KSV 1927-1928 : Royal Beerschot AC 1928-1929 : Royal Antwerp FC 1929-1930 : Cercle Brugge KSV 1930-1931 : Royal Antwerp FC 1931-1932 : Lierse SK 1932-1933 : Union saint-gilloise 1933-1934 : Union saint-gilloise 1934-1935 : Union saint-gilloise 1935-1936 : Daring Club Bruxelles 1936-1937 : Daring Club Bruxelles 1937-1938 : Royal Beerschot AC 1938-1939 : Royal Beerschot AC 1939-1940 : Championnat arrêté et annulé |

Après l’interruption provoquée par la Première Guerre mondiale, le championnat reprend en 1919 dans un format classique à poule unique, réunissant les meilleurs clubs du pays dans la Division d'Honneur. Tous les clubs ayant perdu des joueurs, des entraîneurs ou des dirigeants, il est décidé de laisser une saison « de transition » aux équipes engagées et de geler les séries nationales. Celles-ci sont recomposées en fonction des résultats entérinés en juin 1914. Après avoir obtenu plusieurs places d'honneur durant la première décennie du siècle, le FC Bruges décroche enfin son premier sacre grâce à une succession de victoires dans ses derniers matches de la saison. Pendant l'entre-deux guerres, la compétition passe de 10 à 12 équipes, mais dès l'entame de la saison 1921-1922, ce nombre est revu à la hausse pour atteindre 14 formations. Le Beerschot AC s’impose comme l’un des clubs majeurs de l’entre-deux-guerres, avec sept titres de champion, notamment grâce à la présence de joueurs emblématiques comme Raymond Braine. D’autres clubs tels que le Daring Club Bruxelles, le Cercle Bruges, le Lierse SK ou encore le Racing Club de Bruxelles contribuent à l’animation du haut du tableau, dans un contexte où les compétitions se disputent sur un mode amateur, bien que certains clubs commencent à adopter des pratiques semi-professionnelles. L’Union Saint-Gilloise domine la scène nationale au cours des années 1930, remportant trois titres de champion entre 1933 et 1935 et établissant un record remarquable de 60 matchs consécutifs sans défaite.
Cette période est aussi marquée par le développement du football en dehors des centres urbains traditionnels, avec l’émergence de clubs issus de régions industrielles, comme ceux du bassin liégeois ou du pays flamand. Le Standard de Liège et le RSC Anderlecht, qui deviendront plus tard des piliers du football belge, évoluent alors dans un rôle plus secondaire, en phase de structuration. Sur le plan individuel, plusieurs joueurs se distinguent par leur talent et leur influence, notamment Bernard Voorhoof (Lierse SK), meilleur buteur de l’équipe nationale durant plusieurs décennies.
Parallèlement au championnat national, la Belgique s’illustre à l’international : elle remporte la médaille d’or aux Jeux olympiques de 1920 à Anvers, un événement fondateur pour la notoriété du football dans le pays. L’équipe nationale participe également aux premières éditions de la Coupe du monde (1930, 1934 et 1938), bien que sans réel succès sur le plan sportif. Cette dynamique de croissance est brusquement interrompue par la Seconde Guerre mondiale, qui entraîne la suspension de la saison 1939–1940 après seulement quelques journées disputées.
La fédération belge adopte toutefois une position très conservatrice sur plusieurs points. Ainsi, seul le statut d’amateur est de mise jusqu’en 1974 : certains clubs de haut niveau comme l’Union saint-gilloise sont punis pour « faits de professionnalisme » et certains joueurs, comme Raymond Braine, ne sont pas sélectionnés pendant plusieurs saisons en équipe nationale car ils sont considérés comme des professionnels. Après la Seconde Guerre mondiale, un statut "semi-professionnel" est ainsi toléré pour les clubs de la plus haute division. Ce sont les prémices, en quelque sorte, du football professionnel belge tel que reconnu actuellement.
C'est après la Seconde Guerre mondiale que le Royal Sporting Club d'Anderlecht va commencer à empocher des titres, qui vont pour la plupart constituer l'un des palmarès les plus importants du football belge. Il s'agit effectivement du premier club fédéral à avoir non seulement remporté plus d'une vingtaine de titres, mais également plus d'une trentaine.

### Championnats de guerre (1940-1945)
| Palmarès (1900-1952) |
| --- |
| 1940-1941 : Lierse SK 1941-1942 : Lierse SK 1942-1943 : KV Mechelen 1943-1944 : Royal Antwerp FC 1944-1945 : Championnat arrêté et annulé |

Le déclenchement de la Seconde Guerre mondiale en mai 1940 entraîne l'interruption immédiate du championnat de Belgique, après seulement quelques journées disputées lors de la saison 1939–1940. En raison de l'occupation allemande et des restrictions liées au conflit (rationnements, mobilisations, interdictions de déplacements), la fédération suspend temporairement les compétitions officielles. Toutefois, à partir de la saison 1940–1941, des championnats de guerre sont organisés à titre officieux afin de maintenir une activité footballistique et de soutenir le moral de la population. Ces compétitions, bien que structurées, ne sont pas reconnues officiellement dans le palmarès national.
Les clubs continuent de participer dans des conditions précaires, avec des effectifs souvent remaniés en raison de l'absence de nombreux joueurs mobilisés ou réfugiés. Malgré ces difficultés, certaines équipes parviennent à se maintenir au premier plan, notamment le Lierse, l'Antwerp, l'Union Saint-Gilloise et le RSC Anderlecht, ce dernier amorçant alors sa montée en puissance. Les infrastructures subissent parfois des dommages liés aux bombardements, mais de nombreux stades restent en activité, avec un public parfois nombreux malgré la guerre, les rencontres constituant un rare moment de distraction collective.
La Fédération, bien qu'opérant sous contrainte, veille à préserver une certaine régularité dans l’organisation des compétitions régionales et nationales. À la Libération, la saison 1945–1946 marque le retour à un championnat officiel pleinement reconnu. Les compétitions de guerre, bien que non officielles, ont joué un rôle important dans la continuité du football belge et ont permis l’émergence de nouveaux talents qui s’imposeront dans l’après-guerre.
| Palmarès (1946-1952) |
| --- |
| 1945-1946 : KV Mechelen 1946-1947 : RSC Anderlecht 1947-1948 : KV Mechelen 1948-1949 : RSC Anderlecht 1949-1950 : RSC Anderlecht 1950-1951 : RSC Anderlecht 1951-1952 : RFC Liège |

### Petits devenus grands, puis rentrés dans le rang (1952-1990)

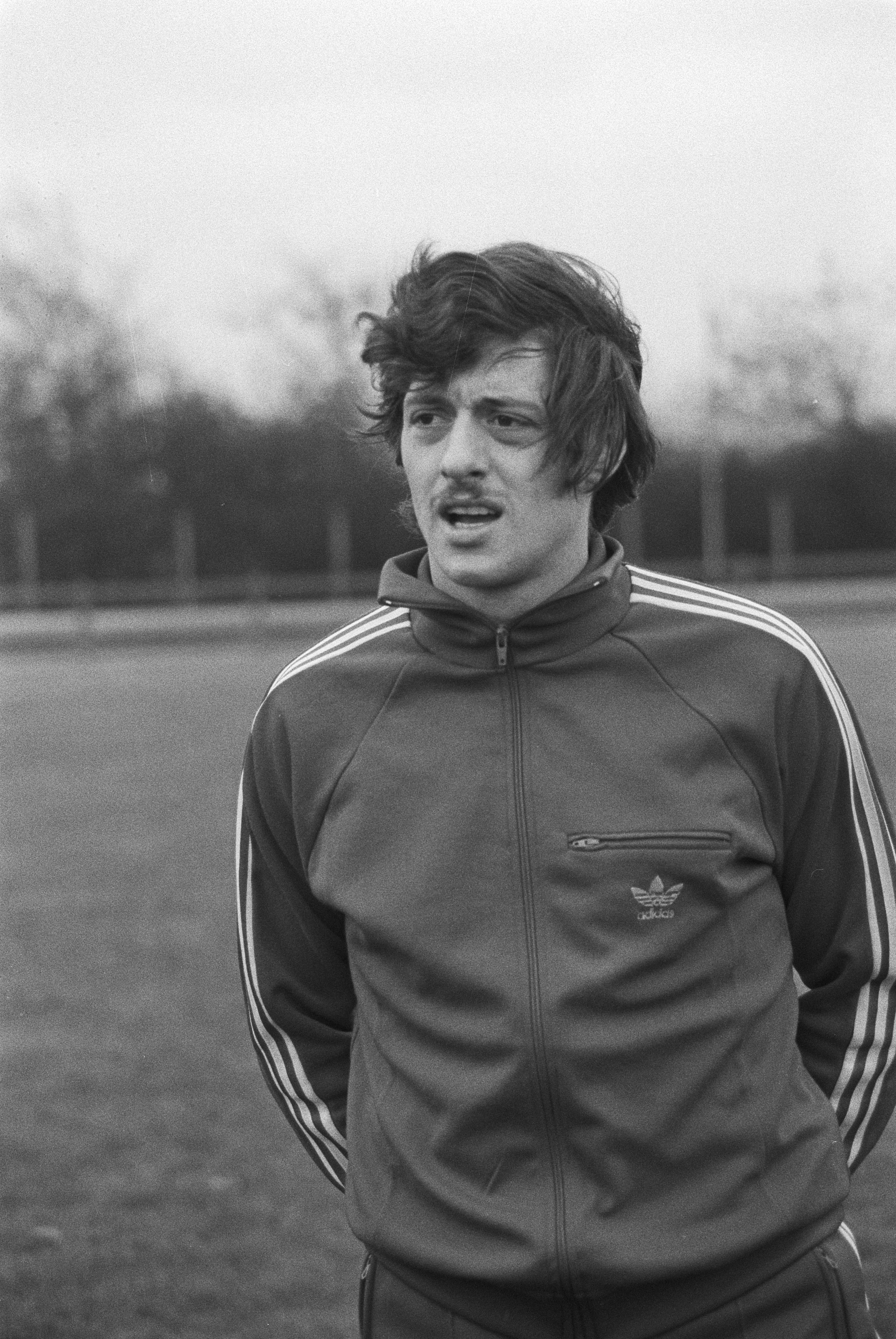
Albert Cluytens, un des hommes forts de la grande époque de Beveren.

| Palmarès (1952-1990) |
| --- |
| 1952-1953 : RFC Liège 1953-1954 : RSC Anderlecht 1954-1955 : RSC Anderlecht 1955-1956 : RSC Anderlecht 1956-1957 : Royal Antwerp FC 1957-1958 : Royal Standard de Liège 1958-1959 : RSC Anderlecht 1959-1960 : Lierse SK 1960-1961 : Royal Standard de Liège 1961-1962 : RSC Anderlecht 1962-1963 : Royal Standard de Liège 1963-1964 : RSC Anderlecht 1964-1965 : RSC Anderlecht 1965-1966 : RSC Anderlecht 1966-1967 : RSC Anderlecht 1967-1968 : RSC Anderlecht 1968-1969 : Royal Standard de Liège 1969-1970 : Royal Standard de Liège 1970-1971 : Royal Standard de Liège 1971-1972 : RSC Anderlecht 1972-1973 : Club Brugge KV 1973-1974 : RSC Anderlecht 1974-1975 : RWD Molenbeek 1975-1976 : Club Brugge KV 1976-1977 : Club Brugge KV 1977-1978 : Club Brugge KV 1978-1979 : KSK Beveren 1979-1980 : Club Brugge KV 1980-1981 : RSC Anderlecht 1981-1982 : Royal Standard de Liège 1982-1983 : Royal Standard de Liège 1983-1984 : KSK Beveren 1984-1985 : RSC Anderlecht 1985-1986 : RSC Anderlecht 1986-1987 : RSC Anderlecht 1987-1988 : Club Brugge KV 1988-1989 : KV Mechelen 1989-1990 : Club Brugge KV |

À la naissance des compétitions internationales pour clubs, dans les années 1950, les Belges peuvent difficilement concurrencer les grandes équipes européennes. Mais grâce à des dirigeants intelligents et visionnaires, comme Roger Petit, Constant Vanden Stock ou encore Antoine Van Hove, le football belge de club progresse.
On peut citer par exemple le Lierse SK d'Hubert D'Hollander, qui remporte le championnat en 1959-1960 grâce à une attaque efficace et sachant prendre des risques. La formation arrive à enchaîner sur un deuxième titre consécutif, en passant de plus devant les grands favoris de la compétition que sont le RFC Liège et le RSC Anderlecht cette saison-là. Le suspense reste entier jusqu'à la dernière journée, où les joueurs bleus et jaunes s'imposent 3-0 face à leurs poursuivants Liégeois.
Durant les années 1970 et 1980, le RSC Anderlecht fait partie des meilleurs clubs européens et dispute des demi-finales, des finales et remporte des victoires en Coupe d'Europe (5 sacres entre 1976 et 1988 en Coupe d'Europe des Vainqueurs de Coupe, Supercoupe de l'UEFA et Coupe de l'UEFA). Dans le même temps, l’équipe nationale connaît également une période faste (finale de l’Euro 1980 et demi-finale de la Coupe du monde 1986). Il s'agit actuellement de la seule équipe avec le FC Malines à avoir remporté au moins un titre continental, dans ce qui correspond à l'âge d'or des clubs belges en coupes européennes. Certaines équipes perdent la finale, mais le bilan est équilibré dans l'ensemble.
En 1974, l’URBSFA fonde la Ligue professionnelle de football (rebaptisée « Pro League » en 2008).
Les premières années, l'instance joue un rôle décisionnel uniquement secondaire par rapport au tout puissant comité exécutif, mais sous l’impulsion des grands clubs elle voit son autonomie s’agrandir progressivement pour améliorer la qualité globale des rencontres.
Toujours à propos de la ligue professionnelle, un progrès est aussi constaté à travers une grande diversité d'engagements.
Parmi les meilleures formations de cette période, on peut aussi citer le KSK Beveren portant le matricule 2300, formation pouvant se réjouir de son coaching payant de la fin des années 70 au début des années 80. Cette audace de l'équipe est récompensée par un titre en 1979 alors que l'équipe est menée par Robert Goethals, et en 1984 au moment où la formation de Flandre orientale est amenée à remporter la compétition sous la houlette d'Urbain Braems.
Ces quelques décennies préservent ainsi une certaine incertitude quant au vainqueur de chaque édition du championnat (9 champions différents entre 1952 et 1990), avant un certain trou d'air où les petites formations peuvent moins se montrer au plus haut niveau (parmi les "petits", seul le Lierse SK sera de nouveau champion sur la période 1990-2020).

### Anderlecht poursuit et achève son hégémonie (1990-2018)
| Palmarès (1990-2018) |
| --- |
| 1990-1991 : RSC Anderlecht 1991-1992 : Club Brugge KV 1992-1993 : RSC Anderlecht 1993-1994 : RSC Anderlecht 1994-1995 : RSC Anderlecht 1995-1996 : Club Brugge KV 1996-1997 : Lierse SK 1997-1998 : Club Brugge KV 1998-1999 : KRC Genk 1999-2000 : RSC Anderlecht 2000-2001 : RSC Anderlecht 2001-2002 : KRC Genk 2002-2003 : Club Brugge KV 2003-2004 : RSC Anderlecht 2004-2005 : Club Brugge KV 2005-2006 : RSC Anderlecht 2006-2007 : RSC Anderlecht 2007-2008 : Royal Standard de Liège 2008-2009 : Royal Standard de Liège 2009-2010 : RSC Anderlecht 2010-2011 : KRC Genk 2011-2012 : RSC Anderlecht 2012-2013 : RSC Anderlecht 2013-2014 : RSC Anderlecht 2014-2015 : KAA Gent 2015-2016 : Club Brugge KV 2016-2017 : RSC Anderlecht 2017-2018 : Club Bruges KV |

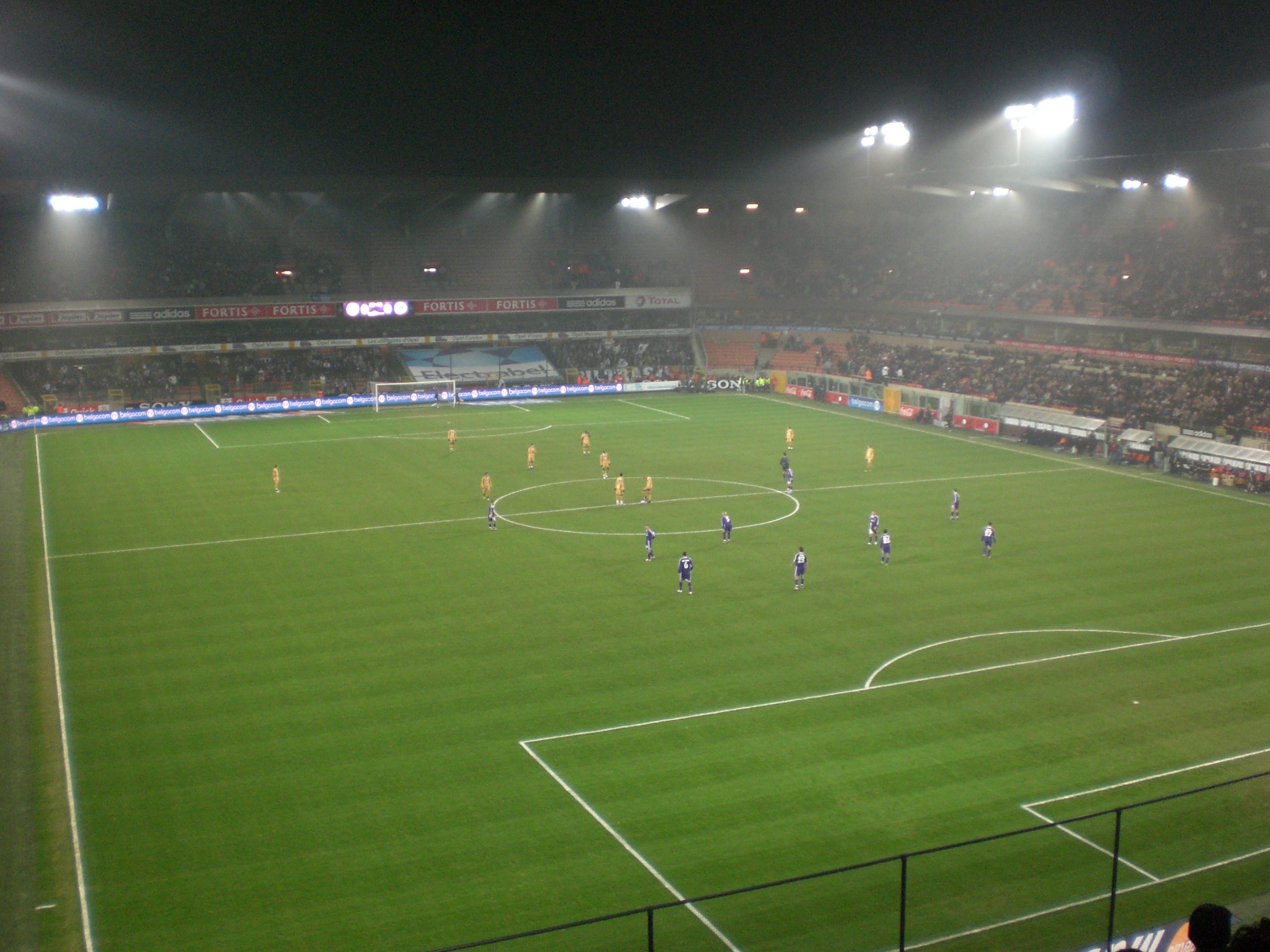
Anderlecht s'invite régulièrement en Coupe d'Europe, à l'image de ce 16e de finale de Coupe UEFA en 2008.

Depuis 2008, la Pro League gère seule les destinées de ce qui est désormais appelé la Jupiler Pro League. Le sponsor a été choisi pour des raisons de « naming », ce qui va avoir des conséquences par la suite sur l'identité du championnat. La compétition se met donc progressivement aux normes de ses sœurs européennes ayant fait le même choix (Barclay's Premier League, Liga BBVA etc). Le niveau progresse sur le sol national donc, mais les multiples titres gagnés entre autres par le RSC Anderlecht ne permettent pas réellement de faire progresser le niveau dans les compétitions de niveau européen.
Depuis cette époque dorée, le niveau de jeu général pratiqué en championnat a fortement régressé. Fin 2010, le championnat belge se situe en 14e position dans le coefficient UEFA. Les nombreux clubs atteignent les phases à élimination directe du tournoi.
Sur la scène européenne, les clubs belges ne jouent plus les premiers rôles. Ainsi, aucun club belge n’a passé la phase de groupes de la ligue des champions entre la saison 2000-2001 et celle 2015-2016 (où le KAA La Gantoise fut éliminé en 8e de finale face à Wolfsbourg), et la dernière place en finale remonte à la saison 1992-1993. Cet état de fait est majoritairement dû aux moyens financiers limités dont disposent les clubs belges par rapport à leurs concurrents européens (notamment des droits TV bien moindres), ainsi qu'à l'arrêt Bosman (voir plus bas).
Petit rayon de soleil dans la grisaille générale, le Standard de Liège atteint les quarts de finale de l'Europa League 2009-2010, imité par le FC Bruges en 2014-15 et suivi par le Racing Genk et le Sporting d'Anderlecht en 2016-2017.
La libéralisation du marché des transferts dans le football européen à la suite de l'arrêt Bosman fait régresser le niveau du football belge, dont les clubs n’ont pas la capacité financière de leurs homologues des pays voisins. Un des premiers effets est le recrutement quasi impossible des joueurs les mieux cotés, les clubs étrangers plus riches n'ayant désormais plus de limite ou presque au recrutement de joueurs non nationaux.
Les meilleurs éléments Belges s'engagent de plus en plus souvent dans des clubs étrangers, ce qui provoque une baisse de niveau de la compétition belge. Dans le même temps, la levée des restrictions sur le nombre de non-nationaux entraîne certains clubs à composer des noyaux avec un grand nombre de footballeurs étrangers, au détriment des jeunes formés au pays, avec comme autre conséquence un exil de ces jeunes footballeurs prometteurs vers l’étranger, principalement en France et aux Pays-Bas.
Sous l’impulsion de la Pro League, une réforme du championnat a été imaginée et mise en œuvre lors la saison 2009-2010, avec pour objectif de relever le niveau de la compétition via un système d'éliminatoires en fin de saison.

### Footballgate (2018-2020)
| Palmarès (2018-2020)                            |
| ----------------------------------------------- |
| 2018-2019 : KRC Genk 2019-2020 : Club Brugge KV |

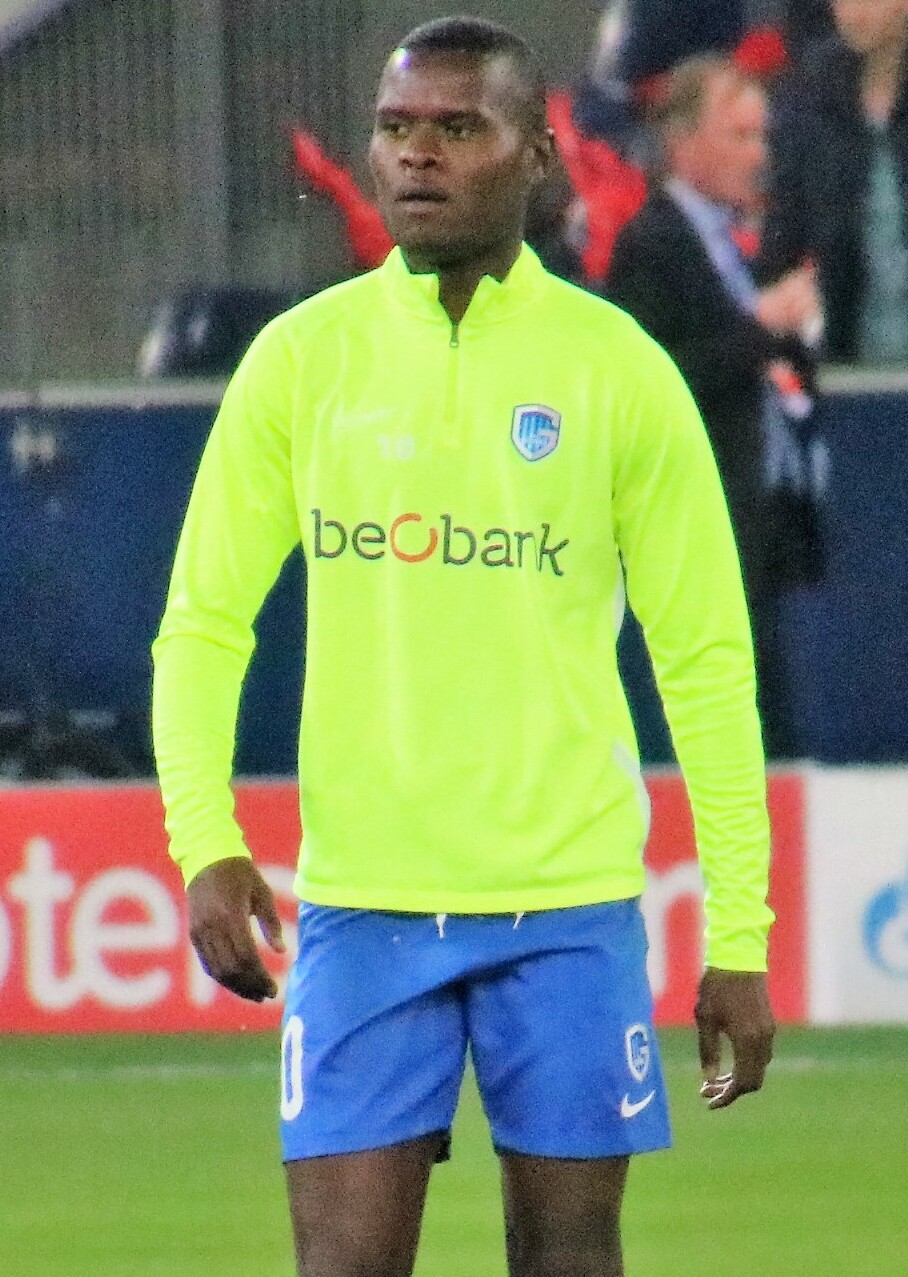
Samatta est l'un des artisans du titre de Genk, alors que se joue l'affaire du "Footbelgate".

En octobre 2018, une affaire judiciaire mélangeant corruption, fraude fiscale et matchs truqués éclate dans le milieu du football professionnel belge. Des dirigeants (Herman Van Holsbeeck, manager du club d'Anderlecht) et des agents influents (Mogi Bayat) sont arrêtés.
Dans la suite de cette affaire, pas moins de deux rencontres de la saison 2017-2018 sont supposées truquées ; à l'issue de l'enquête, seule l'une d'elles est qualifiée ainsi.
Accusé de l'avoir truquée, le club Yellow Red KV Malines, qui revenait en Pro League, est évincé de la Coupe de Belgique 2019-2020 ainsi que de la Ligue Europa, et manque de peu d'être également exclu du championnat.
La Pro League, dont le directeur général Pierre François est également malmené dans cette affaire, demande la fondation d'une chambre de compensation, chargée de surveiller les flux financiers entre les différentes parties concernées par les transferts des joueurs.
En conclusion, 57 personnes étant impliquées dans l'affaire, de près ou de loin, sont menacées de poursuite en prolongation de cette affaire, ayant pris une ampleur dans l'entièreté du pays.

### Des Brugeois dominateurs (depuis 2020)
| Palmarès (depuis 2020) |
| --- |
| 2020-2021 : Club Brugge KV 2021-2022 : Club Brugge KV 2022-2023 : Royal Antwerp FC 2023-2024 : Club Brugge KV 2024-2025 : Union Saint-Gilloise |

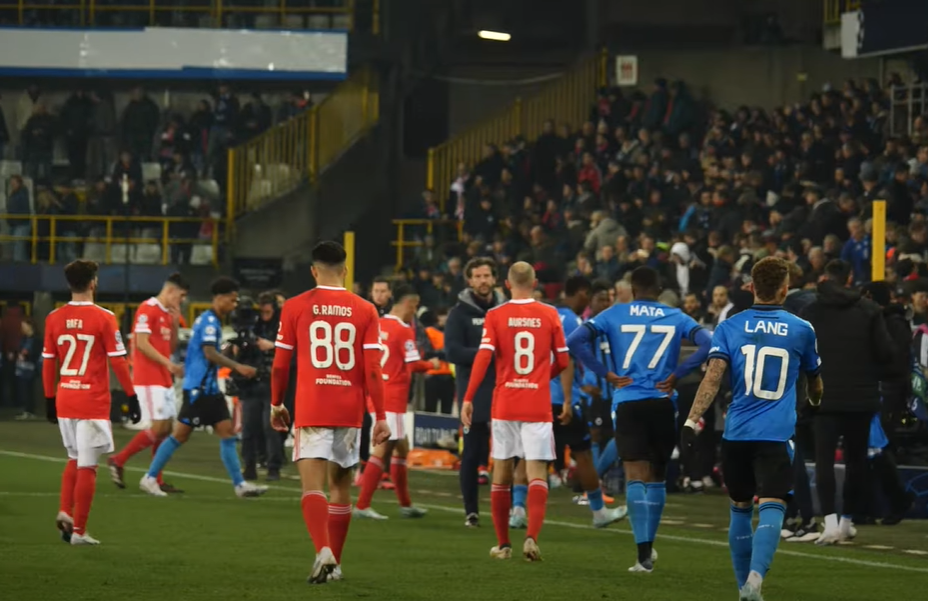
Face à Lisbonne, les Brugeois sortent par la petite porte. En plus de cela, ils doivent se laisser devancer par leurs rivaux Anversois en 2023.

Après cette période du « Footballgate » le championnat reprend son cours normal, avec les mêmes équipes se disputant les premières places, de manière générale.
Au-delà de ça, une réforme est mise en place de telle sorte à ce que la compétition diminue son nombre d'équipes, la Pro League passant ainsi de 18 à 16 formations lors de la saison 2022-2023, où deux places supplémentaires sont promises à la descente. Il n'y a pas de barrages mis en place durant cette saison.
Dès la saison 2021-2022, l'Union saint-gilloise surprend le pays en revenant au premier rang soit l'année de leur montée après avoir remporté le championnat de deuxième division, ils viennent perturber les gros avec des moyens propres à un promu et terminent vice-champions en 2022.
Mis à part cela, le Club Bruges montre une nouvelle régularité qui lui permet de gagner durant le début de la décennie la majorité des titres s'offrant à eux, soit en 2020, 2021 et 2022.
Lors du dernier match de Play-offs de la saison 2022-2023, alors que l'Union Saint-Gilloise, Genk et l'Antwerp peuvent terminer vainqueur, ce sont finalement les anversois qui terminent champions, grâce à un but à la 94ème minute de jeu de Toby Alderweireld.
Lors de la saison 2023-2024, Le Club de Bruges parvient à terminer premier des play-offs, alors qu'il termine la phase classique du championnat avec 19 points de retard sur le premier, l'Union Saint-Gilloise. La même saison, le Club brugeois était parvenu jusqu'à la demi-finale de la Conférence league. La dernière fois qu'un club belge avait atteint la demi-finale d'une compétition européenne remontait à 1993 où l'Antwerp avait atteint la finale de la coupe d'Europe des vainqueurs de coupe.
Après plusieurs années dans le haut du classement et de bons résultats en coupe d'Europe, l'Union Saint-Gilloise parvient enfin à remporter le championnat Belge lors de la saison 2024-2025, soit 90 ans après leur dernier sacre.

## Dénomination
Lors de sa création, pour la saison 1895-1896, la compétition reçut le nom de « Coupe de championnat ». Le terme fut employé trois saisons, puis devint « Division 1 » dès la saison 1898-1899. Pour la saison 1900-1901, la fédération belge renomma sa plus haute division en « Division d'honneur ».
Les expressions « jouer en honneur » ou « monter en honneur » apparurent dans le verbiage familier des supporters et sympathisants. L'appellation « Division d'honneur » ne changea plus jusqu'au terme de la saison 1951-1952.
À partir de la saison 1952-1953, la plus haute division devient à nouveau la « Division 1 ». À la fin des années 1990, le nom « Jupiler League » fit son apparition, d'après le nom de la marque de bière Jupiler, et devint par la suite « Jupiler Pro League ».
Lors de la saison 2016-2017, le championnat devient la « Division 1A » mais garde le nom de « Jupiler Pro League ».

## Litiges entre les clubs et les niveaux de championnat
La Pro League regroupe l’ensemble des clubs de la Jupiler Pro League. Les clubs relégués en font encore partie pendant deux saisons.
Les droits de retransmission des matches de la Jupiler Pro League à la télévision représentent une manne financière importante pour les clubs bénéficiaires. C’est pour cela que les clubs officiant en division 2 souhaitaient qu’il y ait au moins deux descendants directs chaque année, et autant de clubs montants, à l'époque où le système, mis au point par la Pro League, ne prévoyait qu’un descendant direct (trois saisons jouées à 18 clubs en conséquence de la pandémie de Covid-19). Désormais, le championnat comporte 16 équipes avec deux descentes directes et une place en barrages de relégation.

## Compétition
Au cours de la majeure partie de son histoire, le championnat fut disputé sous forme d'une poule unique. Le nombre de participants évolua, mais les trois chiffres les plus fréquents furent 14, 16 et 18 participants.
Lors du passage officiel au professionnalisme, la division 1 effectua la transition avec 20 puis 19 clubs, et enfin 18 depuis la saison 1976-1977. En vue de la saison 2009-2010, l'URBSFA a ramené le nombre de participants à 16 clubs et mis en œuvre un système de rencontres éliminatoires en fin de saison.
La première phase consiste en une phase classique à une seule poule de 16 équipes en matchs aller-retour, soit 30 matches par équipe. À l’issue de ce championnat régulier :
- les 6 premières équipes sont qualifiées pour les éliminatoires 1 (appelées en anglais play-offs 1) ;
- les 9 équipes suivantes sont réparties en deux poules, qui forment les éliminatoires 2 (play-offs 2). Elles sont rejointes par les 3 équipes les mieux classées de D1B et n'étant pas directement promues en D1A;
- depuis la saison 2016-2017, la dernière équipe est automatiquement reléguée en division 1B (2e division).

### Champions play-offs
Les 6 premières équipes jouent les champions play-offs (également appelés play-offs 1), classées de 1 à 6 en début du tournoi avec un nombre de points correspondant à la moitié des points engrangés durant la phase classique du championnat, arrondis à l’unité supérieure.
Ce mini-championnat se joue en matchs aller-retour, soit 10 matchs par équipe. Les équipes sont départagées d’après le nombre de points engrangés au terme des champions play-offs (après avoir déduit le demi-point éventuellement accordé lors de l'arrondissement à l'unité supérieure à la fin de la phase classique), puis le nombre de victoires, la différence de buts, le nombre de buts inscrits, le nombre de buts inscrits en déplacement et enfin le nombre de victoires en déplacement. En cas d’ex-æquo, un barrage aller-retour est organisé. C’est le classement des champions play offs qui détermine l'équipe vainqueur du championnat ainsi que la plupart des places pour la coupe d’Europe ; seule la dernière place qualificative pour la Ligue Europa Conférence est accordée au terme d’un barrage avec le vainqueur des europeans play-offs.

### European play-offs
Depuis la saison 2023-2024, les clubs classés de la septième à la douzième place disputent les european play-offs (également appelés play-offs 2). Au début de ces play-offs, les points sont divisés par deux (de la même manière que pour les champions play-offs), puis les clubs s'affrontent en aller-retour. Le vainqueur du tournoi joue contre le club classé à la 4e position des champions play-offs (sous réserve d'une victoire en Coupe) pour l’obtention du dernier ticket européen.
Lors de la première saison durant laquelle ce système a été en vigueur, en 2009-2010, la dernière place qualificative a été attribuée à l’équipe du KRC Genk, qui était issue des european play-offs.

### Tickets européens depuis la saison 2021-2022
- Champion : directement qualifié pour la phase de groupes de Ligue des champions
- Deuxième : dispute le troisième tour qualificatif de Ligue des champions (en cas de défaite, le club est reversé en Ligue Europa)
- Vainqueur de la Coupe : dispute le quatrième tour qualificatif de la Ligue Europa (en cas de défaite, le club est reversé en Ligue Europa Conférence)
- Troisième : dispute le troisième tour qualificatif de la Ligue Europa Conférence
- Vainqueur du match entre le 4e du play-off 1 et le 1er du play-off 2 : dispute le deuxième tour qualificatif de Ligue Europa Conférence
Si le champion, le deuxième ou le troisième gagne la coupe, le troisième dispute le quatrième tour qualificatif de la Ligue Europa, le quatrième dispute le troisième tour qualificatif de la Ligue Europa Conférence, et le premier des play-offs 2 dispute le deuxième tour qualificatif de la Ligue Europa Conférence. Si le quatrième gagne la coupe, le premier des play-offs 2 dispute le deuxième tour qualificatif de Ligue Europa Conférence (ou inversement).

### Relegation play-offs
Les 4 équipes les moins bien classées du championnat s’affrontent en aller-retour, dans un tournoi appelé relegation play-offs (ou play-offs 3). Contrairement aux autres play-offs, il n'y a pas de division des points par 2.
Les deux dernières équipes des relegations play-offs sont reléguées automatiquement en deuxième division. Le gagnant de ces play-offs reste en première division la saison suivante, et l'équipe terminant deuxième joue un match de barrage contre le vainqueur des barrages de Division 2.
Les play-offs 3 sont apparus depuis la saison 2010-2011. Ce système a été ajouté sur la base de l’expérience de la première année de la nouvelle formule du championnat. D’une part il permet à l’équipe la moins bien classée du championnat d’espérer un sauvetage, mais surtout il évite d’interrompre la saison de l’équipe classée avant-dernier, qui autrement n’aurait plus de matches en compétition pendant près de deux mois, alors qu’il lui faut disputer le tour final de division 2 par la suite.
Les play-offs 3 sont supprimés à partir de la saison 2016-2017. Le club classé en dernière position de D1A termine donc son championnat au mois de mars, alors que toutes les autres équipes professionnelles ont encore au minimum 10 rencontres à disputer. Ces play-offs 3 reviennent sous le nom de relegations play-offs lors de la saison 2023-2024.

### Réforme pour 2011-2012, contestation puis accords pour 3 ans
Le 10 décembre 2010, une majorité de clubs de la Jupiler Pro League a opté pour un retour à l’ancienne formule, sous forme d’une poule unique à 18 clubs. Ce vote (12 pour et 4 contre) a mis en exergue la divergence de vue entre les grands clubs (G4 : RSC Anderlecht, KRC Genk, FC Bruges et La Gantoise), partisans du maintien du système des trois éliminatoires, et les autres (G11 + le Standard de Liège).
Le 25 février 2011, le comité de la Pro League entérine le nouveau vote à la majorité des deux tiers (11 pour et 5 contre), pour un championnat à 16 avec play-offs pour les trois saisons à venir, avec compensation financière pour le descendant et les clubs ne participant pas aux play-offs 1. Outre le maintien du système, la Ligue a également voté à la majorité des deux tiers le fait que le descendant de Jupiler Pro League en Division 2 sera déterminé sur les résultats des trois saisons précédentes à partir de la saison 2011-2012. Il y aura une pondération pour les clubs n'ayant joué qu'une ou deux saisons en Jupiler Pro League. Mais le 16 mars 2011, le conseil de la concurrence annonce que ce système est illégal et la Jupiler Pro League décide de l'annuler.

### Nouvelle réforme (depuis 2014-2015)
Dans le courant de la saison 2014-2015, un nouveau projet de réforme est rendu public. L'idée est de réduire le nombre d'équipes professionnelles à 24 (16 en Division 1 + 8 en Division 2). Lors de scrutins distincts, les équipes des deux plus hautes divisions s'étaient montrées favorables et cette réforme a fait l'objet d'une étude et d'une approbation par le Comité exécutif de l'URBSFA.

## Compétitions européennes

### Palmarès continental
Le tableau suivant récapitule le palmarès du football belge dans les principales coupes d'Europe organisées par l'Union des associations européennes de football (UEFA) ; la Coupe Intertoto (organisée par l'UEFA entre 1995 et 2008) n'est pas prise en compte dans ce tableau car ne correspond pas à un titre officiel (le trophée pouvant être décerné à plusieurs équipes à la fois). Les clubs dont le nom est en gras indiquent une victoire dans la compétition, si le nom n'est pas en gras il signifie que l'équipe a subi une défaite en finale.
| Année | Coupe des clubs champions (1955-1992) Ligue des champions (depuis 1992) | Coupe des vainqueurs de coupe (1961-1999) | Coupe UEFA (1971-2009) Ligue Europa (depuis 2009) | Supercoupe d'Europe     |
| ----- | ----------------------------------------------------------------------- | ----------------------------------------- | ------------------------------------------------- | ----------------------- |
| 1976  |                                                                         | RSC Anderlecht                            | Club Bruges KV                                    | RSC Anderlecht          |
| 1977  |                                                                         | RSC Anderlecht                            |                                                   |                         |
| 1978  | Club Bruges KV                                                          | RSC Anderlecht                            |                                                   | RSC Anderlecht          |
| 1982  |                                                                         | Standard de Liège                         |                                                   |                         |
| 1983  |                                                                         |                                           | RSC Anderlecht                                    |                         |
| 1984  |                                                                         |                                           | RSC Anderlecht                                    |                         |
| 1988  |                                                                         | FC Malines                                |                                                   | FC Malines              |
| 1990  |                                                                         | RSC Anderlecht                            |                                                   |                         |
| 1993  |                                                                         | Royal Antwerp FC                          |                                                   |                         |
| Total | 0 victoire – 1 défaite                                                  | 3 victoires – 4 défaites                  | 1 victoire – 2 défaites                           | 3 victoires – 0 défaite |

Depuis la création des compétitions européennes en 1955, cinq équipes de première division ont disputé quatorze finales continentales pour un total de sept victoires toutes compétitions confondues. L'équipe ayant disputée le plus de finales européennes est le RSC Anderlecht avec six finales.

### Classement du championnat
Le tableau ci-dessous récapitule le classement de la Belgique au coefficient UEFA depuis 1960. Ce coefficient par nation est utilisé pour attribuer à chaque pays un nombre de places pour les compétitions européennes (Ligue des champions, Ligue Europa et Ligue Europa Conférence) ainsi que les tours auxquels les clubs peuvent entrer dans la compétition.
| 1960 | 1961 | 1962 | 1963 | 1964 | 1965 | 1966 | 1967 | 1968 | 1969 | 1970 | 1971 | 1972 | 1973 | 1974 | 1975 | 1976 | 1977 | 1978 | 1979 |
| ---- | ---- | ---- | ---- | ---- | ---- | ---- | ---- | ---- | ---- | ---- | ---- | ---- | ---- | ---- | ---- | ---- | ---- | ---- | ---- |
| 14   | 16   | 12   | 9    | 11   | 10   | 9    | 10   | 13   | 16   | 9    | 12   | 11   | 11   | 8    | 13   | 12   | 8    | 4    | 3    |
| 1980 | 1981 | 1982 | 1983 | 1984 | 1985 | 1986 | 1987 | 1988 | 1989 | 1990 | 1991 | 1992 | 1993 | 1994 | 1995 | 1996 | 1997 | 1998 | 1999 |
| 3    | 5    | 5    | 5    | 6    | 5    | 4    | 7    | 5    | 5    | 4    | 5    | 4    | 5    | 4    | 8    | 8    | 12   | 20   | 18   |
| 2000 | 2001 | 2002 | 2003 | 2004 | 2005 | 2006 | 2007 | 2008 | 2009 | 2010 | 2011 | 2012 | 2013 | 2014 | 2015 | 2016 | 2017 | 2018 | 2019 |
| 17   | 12   | 14   | 11   | 12   | 9    | 12   | 12   | 13   | 14   | 14   | 13   | 12   | 11   | 10   | 10   | 9    | 9    | 9    | 8    |
| 2020 | 2021 | 2022 | 2023 | 2024 | 2025 |      |      |      |      |      |      |      |      |      |      |      |      |      |      |
| 8    | 9    | 13   | 8    | 8    | 8    |      |      |      |      |      |      |      |      |      |      |      |      |      |      |

- Premier
- Deuxième
- Troisième

Le tableau suivant affiche le coefficient actuel du championnat belge.
| Rang | Pays               | 2020-2021 | 2021-2022 | 2022-2023 | 2023-2024 | 2024-2025 | Coefficient |
| ---- | ------------------ | --------- | --------- | --------- | --------- | --------- | ----------- |
| 6    | Pays-Bas           | 9,200     | 19,200    | 13,500    | 10,000    | 15,250    | 67,150      |
| 7    | Portugal           | 9,600     | 12,916    | 12,500    | 11,000    | 16,250    | 62,266      |
| 8    | Belgique           | 6,000     | 6,600     | 14,200    | 14,400    | 15,650    | 56,850      |
| 9    | République tchèque | 6,600     | 6,700     | 6,750     | 13,500    | 10,550    | 44,100      |
| 10   | Turquie            | 3,100     | 6,700     | 11,800    | 12,000    | 10,300    | 43,900      |

### Coefficient UEFA des clubs
| Rang | Club            | 2020-2021 | 2021-2022 | 2022-2023 | 2023-2024 | 2024-2025 | Coefficient |
| ---- | --------------- | --------- | --------- | --------- | --------- | --------- | ----------- |
| 24   | Club Bruges     | 11,000    | 7,000     | 17,000    | 21,000    | 15,750    | 71,750      |
| 53   | KAA La Gantoise | 3,000     | 11,000    | 11,000    | 10,000    | 7,000     | 42,000      |
| 61   | Royale Union SG | -         | -         | 19,000    | 8,000     | 9,000     | 36,000      |
| 72   | RSC Anderlecht  | -         | 2,500     | 12,000    | -         | 13,750    | 28,250      |
| 86   | Royal Antwerp   | 8,000     | 4,000     | 2,500     | 6,000     | -         | 20,500      |
| 127  | Cercle Bruges   | -         | -         | -         | -         | 12,750    | 12,750      |

## Organisation

### Format de la compétition
Cercle Bruges

 Club Bruges
Le championnat oppose les seize clubs nationaux pour trente rencontres jouées durant la saison régulière, puis passe à des play-offs durant la saison 2025-2026. Le classement est basé sur le barème suivant: une victoire vaut trois points, un match nul un, la défaite zéro point. Les critères de départage entre plusieurs équipes sont, dans l'ordre d'importance, le plus grand nombre de points, la plus grande différence de buts générale, les confrontations directes entre les équipes concernées (avec application de la règle des buts marqués à l'extérieur), le plus grand nombre de buts marqués et le plus grand nombre de buts marqués pendant une rencontre.
À la fin de la saison, l'équipe terminant en tête du classement est sacrée championne de Belgique, alors que les deux dernières sont reléguées en deuxième division et que l'antépénultième affronte le vainqueur des barrages de Challenger Pro League en rencontre aller-retour. Un club sportivement relégué peut être repêché si une ou plusieurs équipes ayant fini dans les quinze premières places sont rétrogradées administrativement ou si l’un des promus se voit refuser la promotion en Pro League.
Les quatre premières places du championnat sont qualificatives pour les compétitions européennes que sont la Ligue des champions et la Ligue Europa. Une des places places est aussi attribuée au vainqueur de la coupe de Belgique.
| Club              | Dernière montée | Entraîneur           | Stade                        | Capacité théorique | Nombre de saisons en 2025-2026 |
| ----------------- | --------------- | -------------------- | ---------------------------- | ------------------ | ------------------------------ |
| Union SG          | 2021            | Sébastien Pocognoli  | Stade Joseph Marien          | 9 400              | 63e                            |
| Club Bruges       | 1959            | Nicky Hayen          | Stade Jan Breydel            | 29 062             | 104e                           |
| KRC Genk          | 1996            | Thorsten Fink        | Cegeka Arena                 | 23 718             | 44e                            |
| Anderlecht        | 1939            | Besnik Hasi          | Lotto Park                   | 21 500             | 95e                            |
| Royal Antwerp FC  | 2017            | Andries Ulderink     | Bosuilstadion                | 16 144             | 104e                           |
| KAA La Gantoise   | 1989            | Danijel Milićević    | Ghelamco Arena               | 20 000             | 86e                            |
| Charleroi         | 2012            | Rik De Mil           | Stade du Pays de Charleroi   | 15 000             | 74e                            |
| KVC Westerlo      | 2022            | Timmy Simons         | Het Kuipje                   | 8 035              | 48e                            |
| KV Malines        | 2019            | Frederik Vanderbiest | Stade AFAS Achter de Kazerne | 16 672             | 67e                            |
| FCV Dender EH     | 2024            | Vincent Euvrard      | Van Roystadion               | 8 157              | 4e                             |
| Standard de Liège | 1921            | Ivan Leko            | Stade Maurice-Dufrasne       | 27 670             | 107e                           |
| OH Louvain        | 2020            | Chris Coleman        | Den Dreef                    | 10 020             | 9e                             |
| Saint-Trond VV    | 2015            | Wouter Vrancken      | Stayen                       | 14 600             | 60e                            |
| Cercle Bruges KSV | 2018            | Jimmy De Wulf        | Stade Jan Breydel            | 29 062             | 86e                            |
| SV Zulte Waregem  | 2025            | Sven Vandenbroeck    | Elindus Arena                | 12 300             | 19e                            |
| RAAL La Louvière  | 2025            | Frédéric Taquin      | Easi Arena                   | 8 050              | 1re                            |

## Palmarès
Dans les tableaux ci-dessous, les termes « doublé », « triplé », « quadruplé » renseignent deux, trois ou quatre titres remportés consécutivement.
Dans le cas d'un triplé, il n'est pas comptabilisé deux doublés (1-2 puis 2-3). La même remarque vaut pour les triplés vis-à-vis des quadruplés.

### Coupe de Championnat
| Ordre | Saison    | Champion              | Titre | Clubs | Remarques                    |
| ----- | --------- | --------------------- | ----- | ----- | ---------------------------- |
| 1     | 1895-1896 | RFC Liège             | 1er   | 7     | Premier champion de Belgique |
| 2     | 1896-1897 | Racing Club Bruxelles | 1er   | 6     | 2e champion différent        |
| 3     | 1897-1898 | RFC Liège             | 2e    | 5     |                              |

### Division 1
| Ordre | Saison    | Champion              | Titre | Clubs | Remarques  |
| ----- | --------- | --------------------- | ----- | ----- | ---------- |
| 4     | 1898-1899 | RFC Liège             | 3e    | 9     | 1er doublé |
| 5     | 1899-1900 | Racing Club Bruxelles | 2e    | 10    |            |

### Division d'Honneur
| Ordre | Saison    | Champion                 | Titre | Clubs | Remarques                                                                                             |
| ----- | --------- | ------------------------ | ----- | ----- | --- |
| 6     | 1900-1901 | Racing Club Bruxelles    | 3e    | 9     | 2e doublé                                                                                             |
| 7     | 1901-1902 | Racing Club Bruxelles    | 4e    | 11    | test-match 1er triplé                                                                                 |
| 8     | 1902-1903 | Racing Club Bruxelles    | 5e    | 10    | 1er quadruplé                                                                                         |
| 9     | 1903-1904 | Union Saint-Gilloise     | 1er   | 12    | 3e champion différent 2e Bruxellois                                                                   |
| 10    | 1904-1905 | Union Saint-Gilloise     | 2e    | 11    | 3e doublé                                                                                             |
| 11    | 1905-1906 | Union Saint-Gilloise     | 3e    | 10    | 2e triplé                                                                                             |
| 12    | 1906-1907 | Union Saint-Gilloise     | 4e    | 10    | 2e quadruplé                                                                                          |
| 13    | 1907-1908 | Racing Club Bruxelles    | 6e    | 10    | dernier titre du Racing CB                                                                            |
| 14    | 1908-1909 | Union Saint-Gilloise     | 5e    | 12    | |
| 15    | 1909-1910 | Union Saint-Gilloise     | 6e    | 12    | test-match 4e doublé Création du 2e niveau national                                                   |
| 16    | 1910-1911 | Cercle Brugge KSV        | 1er   | 12    | 4e champion différent 1er Flandrien occ.                                                              |
| 17    | 1911-1912 | Daring Club Bruxelles    | 1er   | 12    | 5e champion différent 3e Bruxellois                                                                   |
| 18    | 1912-1913 | Union Saint-Gilloise     | 7e    | 12    | test-match                                                                                            |
| 19    | 1913-1914 | Daring Club Bruxelles    | 2e    | 12    | |
|       | 1914-1915 | Pas de compétition       |       |       | Première Guerre mondiale                                                                              |
|       | 1915-1916 | Pas de compétition       |       |       | Première Guerre mondiale                                                                              |
|       | 1916-1917 | Pas de compétition       |       |       | Première Guerre mondiale                                                                              |
|       | 1917-1918 | Pas de compétition       |       |       | Première Guerre mondiale                                                                              |
|       | 1918-1919 | Pas de compétition       |       |       | |
| 20    | 1919-1920 | Club Brugge KV           | 1er   | 12    | 6e champion différent 2e Flandrien occ.                                                               |
| 21    | 1920-1921 | Daring Club Bruxelles    | 3e    | 12    | |
| 22    | 1921-1922 | Royal Beerschot AC       | 1er   | 14    | test-match 7e champion différent 1er Anversois.                                                       |
| 23    | 1922-1923 | Union Saint-Gilloise     | 8e    | 14    | |
| 24    | 1923-1924 | Royal Beerschot AC       | 2e    | 14    | |
| 25    | 1924-1925 | Royal Beerschot AC       | 3e    | 14    | 5e doublé.                                                                                            |
| 26    | 1925-1926 | Royal Beerschot AC       | 4e    | 14    | 3e triplé.                                                                                            |
| 27    | 1926-1927 | Cercle Brugge KSV        | 2e    | 14    | |
| 28    | 1927-1928 | Royal Beerschot AC       | 5e    | 14    | |
| 29    | 1928-1929 | Royal Antwerp FC         | 1er   | 14    | test-match 8e champion différent 2e Anversois                                                         |
| 30    | 1929-1930 | Cercle Brugge KSV        | 3e    | 14    | Dernier titre du club à ce jour[Quand ?]                                                              |
| 31    | 1930-1931 | Royal Antwerp FC         | 2e    | 14    | |
| 32    | 1931-1932 | Lierse SK                | 1er   | 14    | 9e champion différent 3e Anversois                                                                    |
| 33    | 1932-1933 | Union Saint-Gilloise     | 9e    | 14    | |
| 34    | 1933-1934 | Union Saint-Gilloise     | 10e   | 14    | 6e doublé                                                                                             |
| 35    | 1934-1935 | Union Saint-Gilloise     | 11e   | 14    | 4e triplé (2e de l'Union)                                                                             |
| 36    | 1935-1936 | Daring Club Bruxelles    | 4e    | 14    | |
| 37    | 1936-1937 | Daring Club Bruxelles    | 5e    | 14    | 7e doublé Dernier titre pour le Daring                                                                |
| 38    | 1937-1938 | Royal Beerschot AC       | 6e    | 14    | |
| 39    | 1938-1939 | Royal Beerschot AC       | 7e    | 14    | 8e doublé Dernier titre du Beerschot                                                                  |
|       | 1939-1940 | Championnat arrêté       |       |       | Début de la Seconde Guerre mondiale Saison officiellement annulée par l'URBSFA                        |
|       | 1940-1941 | Championnat non officiel |       |       | séries composées difficilement Titre "officieux" du Lierse Saison officiellement annulée par l'URBSFA |
| 40    | 1941-1942 | Lierse SK                | 2e    | 14    | |
| 41    | 1942-1943 | KV Mechelen              | 1er   | 14    | 10e champion différent 4e Anversois                                                                   |
| 42    | 1943-1944 | Royal Antwerp FC         | 3e    | 14    | |
|       | 1944-1945 | Championnat arrêté       |       |       | Bataille des Ardennes Saison officiellement annulée par l'URBSFA                                      |
| 43    | 1945-1946 | KV Mechelen              | 2e    | 19    | annulation des relégations durant la Seconde Guerre mondiale                                          |
| 44    | 1946-1947 | RSC Anderlecht           | 1er   | 19    | 11e champion différent 4e Bruxellois                                                                  |
| 45    | 1947-1948 | KV Mechelen              | 3e    | 16    | |
| 46    | 1948-1949 | RSC Anderlecht           | 2e    | 16    | |
| 47    | 1949-1950 | RSC Anderlecht           | 3e    | 16    | 9e doublé                                                                                             |
| 48    | 1950-1951 | RSC Anderlecht           | 4e    | 16    | 5e triplé                                                                                             |
| 49    | 1951-1952 | RFC Liège                | 4e    | 16    | 53 ans après le 3e titre                                                                              |

### Division 1
| Ordre | Saison    | Champion                | Titre | Clubs | Remarques                                                                                |
| ----- | --------- | ----------------------- | ----- | ----- | ---------------------------------------------------------------------------------------- |
| 50    | 1952-1953 | RFC Liège               | 5e    | 16    | 10e doublé Dernier titre en date pour le Club Liégeois                                   |
| 51    | 1953-1954 | RSC Anderlecht          | 5e    | 16    |                                                                                          |
| 52    | 1954-1955 | RSC Anderlecht          | 6e    | 16    | 11e doublé 2e pour Anderlecht                                                            |
| 53    | 1955-1956 | RSC Anderlecht          | 7e    | 16    | 6e triplé 2e pour Anderlecht                                                             |
| 54    | 1956-1957 | Royal Antwerp FC        | 4e    | 16    |                                                                                          |
| 55    | 1957-1958 | Royal Standard de Liège | 1er   | 16    | 12e champion différent 2e Liégeois                                                       |
| 56    | 1958-1959 | RSC Anderlecht          | 8e    | 16    |                                                                                          |
| 57    | 1959-1960 | Lierse SK               | 3e    | 16    |                                                                                          |
| 58    | 1960-1961 | Royal Standard de Liège | 2e    | 16    |                                                                                          |
| 59    | 1961-1962 | RSC Anderlecht          | 9e    | 16    |                                                                                          |
| 60    | 1962-1963 | Royal Standard de Liège | 3e    | 16    |                                                                                          |
| 61    | 1963-1964 | RSC Anderlecht          | 10e   | 16    |                                                                                          |
| 62    | 1964-1965 | RSC Anderlecht          | 11e   | 16    | 12e doublé 3e pour Anderlecht                                                            |
| 63    | 1965-1966 | RSC Anderlecht          | 12e   | 16    | 7e triplé 3e pour Anderlecht                                                             |
| 64    | 1966-1967 | RSC Anderlecht          | 13e   | 16    | 3e quadruplé 1er pour Anderlecht                                                         |
| 65    | 1967-1968 | RSC Anderlecht          | 14e   | 16    | 1er quintuplé                                                                            |
| 66    | 1968-1969 | Royal Standard de Liège | 4e    | 16    |                                                                                          |
| 67    | 1969-1970 | Royal Standard de Liège | 5e    | 16    | 13e doublé, 1er pour le Standard                                                         |
| 68    | 1970-1971 | Royal Standard de Liège | 6e    | 16    | 8e triplé 1er pour le Standard                                                           |
| 69    | 1971-1972 | RSC Anderlecht          | 15e   | 16    |                                                                                          |
| 70    | 1972-1973 | Club Brugge KV          | 2e    | 16    | 53 ans après le 1er titre                                                                |
| 71    | 1973-1974 | RSC Anderlecht          | 16e   | 16    |                                                                                          |
| 72    | 1974-1975 | RWD Molenbeek           | 1er   | 20    | 13e champion différent 5e Bruxellois. Seul et dernier Titre du club à ce jour[Quand ?]   |
| 73    | 1975-1976 | Club Brugge KV          | 3e    | 19    |                                                                                          |
| 74    | 1976-1977 | Club Brugge KV          | 4e    | 18    | 14e doublé, 1er pour le FC Bruges                                                        |
| 75    | 1977-1978 | Club Brugge KV          | 5e    | 18    | 8e triplé 1er pour le FC Bruges                                                          |
| 76    | 1978-1979 | KSK Beveren             | 1er   | 18    | 14e champion différent 1er Flandrien or.                                                 |
| 77    | 1979-1980 | Club Brugge KV          | 6e    | 18    |                                                                                          |
| 78    | 1980-1981 | RSC Anderlecht          | 17e   | 18    |                                                                                          |
| 79    | 1981-1982 | Royal Standard de Liège | 7e    | 18    |                                                                                          |
| 80    | 1982-1983 | Royal Standard de Liège | 8e    | 18    | 15e doublé 2e pour le Standard                                                           |
| 81    | 1983-1984 | KSK Beveren             | 2e    | 18    | Dernier titre du club à ce jour[Quand ?]                                                 |
| 82    | 1984-1985 | RSC Anderlecht          | 18e   | 18    |                                                                                          |
| 83    | 1985-1986 | RSC Anderlecht          | 19e   | 18    | test-match 16e doublé 4e pour Anderlecht                                                 |
| 84    | 1986-1987 | RSC Anderlecht          | 20e   | 18    | 9e triplé 4e pour Anderlecht                                                             |
| 85    | 1987-1988 | Club Brugge KV          | 7e    | 18    |                                                                                          |
| 86    | 1988-1989 | KV Mechelen             | 4e    | 18    | 41 ans après le 3e titre Dernier titre du club à ce jour[Quand ?]                        |
| 87    | 1989-1990 | Club Brugge KV          | 8e    | 18    |                                                                                          |
| 88    | 1990-1991 | RSC Anderlecht          | 21e   | 18    |                                                                                          |
| 89    | 1991-1992 | Club Brugge KV          | 9e    | 18    |                                                                                          |
| 90    | 1992-1993 | RSC Anderlecht          | 22e   | 18    |                                                                                          |
| 91    | 1993-1994 | RSC Anderlecht          | 23e   | 18    | 17e doublé 5e pour Anderlecht                                                            |
| 92    | 1994-1995 | RSC Anderlecht          | 24e   | 18    | 10e triplé 5e pour Anderlecht                                                            |
| 93    | 1995-1996 | Club Brugge KV          | 10e   | 18    | 100e anniversaire de la création du championnat                                          |
| 94    | 1996-1997 | Lierse SK               | 4e    | 18    | 37 ans après le 3e titre Dernier titre du club à ce jour[Quand ?]                        |
| 95    | 1997-1998 | Club Brugge KV          | 11e   | 18    |                                                                                          |
| 96    | 1998-1999 | KRC Genk                | 1er   | 18    | 15e champion différent 1er Limbourgeois                                                  |
| 97    | 1999-2000 | RSC Anderlecht          | 25e   | 18    |                                                                                          |
| 98    | 2000-2001 | RSC Anderlecht          | 26e   | 18    | 18e doublé 6e pour Anderlecht                                                            |
| 99    | 2001-2002 | KRC Genk                | 2e    | 18    |                                                                                          |
| 100   | 2002-2003 | Club Brugge KV          | 12e   | 18    |                                                                                          |
| 101   | 2003-2004 | RSC Anderlecht          | 27e   | 18    |                                                                                          |
| 102   | 2004-2005 | Club Brugge KV          | 13e   | 18    |                                                                                          |
| 103   | 2005-2006 | RSC Anderlecht          | 28e   | 18    |                                                                                          |
| 104   | 2006-2007 | RSC Anderlecht          | 29e   | 18    | 19e doublé 7e pour Anderlecht                                                            |
| 105   | 2007-2008 | Royal Standard de Liège | 9e    | 18    | 25 ans après le 8e titre                                                                 |
| 106   | 2008-2009 | Royal Standard de Liège | 10e   | 18    | test-match 20e doublé 3e pour le Standard Dernier titre du club à ce jour[Quand ?]       |
| 107   | 2009-2010 | RSC Anderlecht          | 30e   | 16    |                                                                                          |
| 108   | 2010-2011 | KRC Genk                | 3e    | 16    |                                                                                          |
| 109   | 2011-2012 | RSC Anderlecht          | 31e   | 16    |                                                                                          |
| 110   | 2012-2013 | RSC Anderlecht          | 32e   | 16    | 21e doublé 8e pour Anderlecht                                                            |
| 111   | 2013-2014 | RSC Anderlecht          | 33e   | 16    | 11e triplé 6e pour Anderlecht                                                            |
| 112   | 2014-2015 | KAA Gent                | 1er   | 16    | 16e champion différent 2e Flandrien or. Seul et dernier titre du club à ce jour[Quand ?] |
| 113   | 2015-2016 | Club Brugge KV          | 14e   | 16    | 120e anniversaire de la création du championnat                                          |

### Division 1A
| Ordre | Saison    | Champion             | Titre | Clubs | Remarques                                                         |
| ----- | --------- | -------------------- | ----- | ----- | ----------------------------------------------------------------- |
| 114   | 2016-2017 | RSC Anderlecht       | 34e   | 16    | Dernier titre du club à ce jour[Quand ?]                          |
| 115   | 2017-2018 | Club Brugge KV       | 15e   | 16    |                                                                   |
| 116   | 2018-2019 | KRC Genk             | 4e    | 16    | Dernier titre du club à ce jour[Quand ?]                          |
| 117   | 2019-2020 | Club Brugge KV       | 16e   | 16    | Championnat arrêté pour Covid                                     |
| 118   | 2020-2021 | Club Brugge KV       | 17e   | 18    | 22e doublé, 2e pour le FC Bruges                                  |
| 119   | 2021-2022 | Club Brugge KV       | 18e   | 18    | 12e triplé, 2e pour le FC Bruges                                  |
| 120   | 2022-2023 | Royal Antwerp FC     | 5e    | 18    | 66 ans après le 4e titre Dernier titre du club à ce jour[Quand ?] |
| 121   | 2023-2024 | Club Brugge KV       | 19e   | 16    | Record du nombre de points remonté en play-offs (19)              |
| 122   | 2024-2025 | Union Saint-Gilloise | 12e   | 16    | 90 ans après le 11e et dernier titre du club                      |

## Statistiques

### Bilan par ville
La notion de ville est à prendre après la fusion des communes.
| Villes                                                    | Nombre       | Clubs                                                                                                   |
| --------------------------------------------------------- | ------------ | --- |
| Bruxelles Anderlecht Molenbeek-Saint-Jean St-Gilles Uccle | 58 34 6 12 6 | R. SC Anderlecht (34) R. Daring CB (5), R.W.D. Molenbeek (1) R. Union St-Gilloise (12) R. Racing CB (6) |
| Bruges                                                    | 22           | Club Brugge KV (19) Cercle Brugge K. SV (3)                                                             |
| Liège                                                     | 15           | R. FC de Liège (5), R. Standard CL (10)                                                                 |
| Anvers                                                    | 12           | K. Beerschot VAC (7), R. Antwerp FC (5)                                                                 |
| Lierre                                                    | 4            | K. Lierse SK (4)                                                                                        |
| Malines                                                   | 4            | YR KV Mechelen (4)                                                                                      |
| Genk                                                      | 4            | K. RC Genk (4)                                                                                          |
| Beveren-Waes                                              | 2            | K. SK Beveren (2)                                                                                       |
| Gand                                                      | 1            | K. AA Gent (1)                                                                                          |

### Bilan par club
| Rang | Clubs                | Titres | Années |
| ---- | -------------------- | ------ | --- |
| 1    | RSC Anderlecht       | 34     | 1947, 1949, 1950, 1951, 1954, 1955, 1956, 1959, 1962, 1964, 1965, 1966, 1967, 1968, 1972, 1974, 1981, 1985, 1986, 1987, 1991, 1993, 1994, 1995, 2000, 2001, 2004, 2006, 2007, 2010, 2012, 2013, 2014, 2017 |
| 2    | Club Brugge KV       | 19     | 1920, 1973, 1976, 1977, 1978, 1980, 1988, 1990, 1992, 1996, 1998, 2003, 2005, 2016, 2018, 2020, 2021, 2022, 2024                                                                                           |
| 3    | R. Union St-Gilloise | 12     | 1904, 1905, 1906, 1907, 1909, 1910, 1913, 1923, 1933, 1934, 1935, 2025 |
| 4    | Standard de Liège    | 10     | 1958, 1961, 1963, 1969, 1970, 1971, 1982, 1983, 2008, 2009 |
| 5    | K Beerschot VAC      | 7      | 1922, 1924, 1925, 1926, 1928, 1938, 1939 |
| 6    | R. Racing CB         | 6      | 1897, 1900, 1901, 1902, 1903, 1908 |
| 7    | R. Daring CB         | 5      | 1912, 1914, 1921, 1936, 1937 |
| 7    | RFC Liège            | 5      | 1896, 1898, 1899, 1952, 1953 |
| 7    | R. Antwerp FC        | 5      | 1929, 1931, 1944, 1957, 2023 |
| 10   | Lierse SK            | 4      | 1932, 1942, 1960, 1997 |
| 10   | FC Malines           | 4      | 1943, 1946, 1948, 1989 |
| 10   | K. RC Genk           | 4      | 1999, 2002, 2011, 2019 |
| 13   | Cercle Bruges KSV    | 3      | 1911, 1927, 1930 |
| 14   | KSK Beveren          | 2      | 1979, 1984 |
| 15   | RWD Molenbeek        | 1      | 1975 |
| 15   | KAA La Gantoise      | 1      | 2015 |

Une étoile pour 10 titres

### Triplés
| Club             | Nombre | Années |
| ---------------- | ------ | ------ |
| FC Bruges        | 1      | 1996   |
| Royal Antwerp FC | 1      | 2023   |

| Club           | Nombre | Années |
| -------------- | ------ | ------ |
| RSC Anderlecht | 1      | 2000   |

### Doublés
| Club                        | Nombre | Années           |
| --------------------------- | ------ | ---------------- |
| R. SC Anderlecht            | 3      | 1965, 1972, 1994 |
| FC Bruges                   | 2      | 1977, 1996       |
| Royale Union Saint-Gilloise | 1      | 1913             |
| Cercle Bruges KSV           | 1      | 1927             |
| Royal Antwerp               | 1      | 2023             |

| Club                        | Nombre | Années                       |
| --------------------------- | ------ | ---------------------------- |
| FC Bruges                   | 5      | 1986, 1991, 1996, 2002, 2004 |
| Standard de Liège           | 1      | 1981                         |
| Lierse SK                   | 1      | 1999                         |
| FC Malines                  | 1      | 1987                         |
| Royale Union Saint-Gilloise | 1      | 2024                         |

| Club              | Nombre | Années                                                                 |
| ----------------- | ------ | ---------------------------------------------------------------------- |
| FC Bruges         | 12     | 1980, 1988, 1990, 1992, 1996, 1998, 2003, 2005, 2016, 2018, 2021,2022  |
| RSC Anderlecht    | 11     | 1985, 1987, 1993, 1995, 2000, 2001, 2006, 2007, 2010, 2012, 2013, 2014 |
| Standard de Liège | 3      | 1983, 2008, 2009                                                       |
| KSK Beveren       | 2      | 1979, 1984                                                             |
| Lierse SK         | 1      | 1997                                                                   |
| FC Malines        | 1      | 1989                                                                   |
| KRC Genk          | 1      | 2011                                                                   |
| KAA La Gantoise   | 1      | 2015                                                                   |

| Club           | Nombre | Années     |
| -------------- | ------ | ---------- |
| RSC Anderlecht | 2      | 1974, 2000 |

| Club           | Nombre | Années |
| -------------- | ------ | ------ |
| RSC Anderlecht | 1      | 1973   |

### Nombre de participations aux play-offs 1 par club
| Clubs                       | Nombre | Années                                                                            |
| --------------------------- | ------ | --------------------------------------------------------------------------------- |
| Club Bruges                 | 14     | 2010, 2011, 2012, 2013, 2014, 2015, 2016, 2017, 2018, 2019, 2021, 2022, 2023,2024 |
| RSC Anderlecht              | 13     | 2010, 2011, 2012, 2013, 2014, 2015, 2016, 2017, 2018, 2019, 2021, 2022,2024       |
| KRC Genk                    | 10     | 2011, 2012, 2013, 2014, 2016, 2018, 2019, 2021, 2023,2024                         |
| KAA Gent                    | 8      | 2010, 2011, 2012, 2015, 2016, 2017, 2018, 2019                                    |
| Standard de Liège           | 7      | 2011, 2012, 2013, 2014, 2015, 2018, 2019                                          |
| SV Zulte-Waregem            | 5      | 2010, 2013, 2014, 2016, 2017                                                      |
| Royal Antwerp FC            | 5      | 2019, 2021, 2022, 2023, 2024                                                      |
| KV Kortrijk                 | 3      | 2010, 2012, 2015                                                                  |
| Sporting Lokeren            | 3      | 2011, 2013, 2014                                                                  |
| Sporting Charleroi          | 3      | 2015, 2017, 2018                                                                  |
| Royale Union saint-gilloise | 3      | 2022, 2023, 2024                                                                  |
| KV Ostende                  | 2      | 2016, 2017                                                                        |
| Saint-Trond VV              | 1      | 2010                                                                              |
| Cercle Bruges KSV           | 1      | 2024                                                                              |

### Records
- Plus grand nombre de titres : RSC Anderlecht, 34.
- Plus grand nombre de titres consécutifs : RSC Anderlecht, 5 de 1964 à 1968.
- Plus grand nombre de saisons consécutives en division 1 : Standard de Liège, 102 depuis 1921-1922, série en cours.
- Plus grand nombre de matches consécutifs sans défaites en division 1 : Royale Union Saint-Gilloise, 60.

### Personnalités

#### Meilleurs buteurs
Erwin Vandenbergh est le seul joueur à avoir remporté le titre de meilleur buteur 4 fois de suite, entre 1979-1980 et 1982-1983 (les trois premières fois au Lierse SK et la dernière au RSC Anderlecht). Il est également le joueur à avoir remporté le plus de titres de meilleur buteur de première division belge dans sa carrière (6 fois avec 3 clubs différents : trois fois avec le Lierse SK, deux fois avec le RSC Anderlecht et une fois avec La Gantoise). Victor Wegria et Josip Weber ont remporté le titre 3 fois de suite (respectivement entre 1958-59 et 1960-61 au RFC Liège et entre 1991-92 et 1993-94 au Cercle de Bruges). Wegria a finalement terminé meilleur buteur une 4e fois en 1962-1963, toujours avec le RFC Liégeois, faisant de lui le deuxième joueur avec le plus de titres de meilleur buteur de l'histoire des meilleurs buteurs belges de première division.
C'est Albert De Cleyn qui est le recordman du plus grand nombre de buts marqués dans l'histoire de la Première Division belge depuis 1895 avec la bagatelle de 377 buts inscrits, bien qu'il n'ait remporté qu'une seule fois le titre de meilleur buteur.
Parmi les autres joueurs dans le top dix du classement des meilleurs buteurs de l'histoire de la première division belge figurent Joseph Mermans (3 fois meilleur buteur, 339 buts au total en 382 matchs avec le RSC Anderlecht), Bernard Voorhoof, Rik Coppens (3 fois meilleur buteur), Erwin Vandenbergh et Paul Van Himst.
Le premier joueur étranger à remporter le titre était le Néerlandais Jan Mulder en 1966-1967 avec le RSC Anderlecht. Depuis, 43 joueurs étrangers ont terminé meilleur buteur. Seuls quatre joueurs étrangers ont remporté le trophée plus d'une fois : Josip Weber (deux fois en tant que Croate et une fois en tant que Belge), l'autrichien Alfred Riedl, le français Jérémy Perbet et plus récemment le tunisien Hamdi Harbaoui à trois reprises.
| Rang | Nom               | Buts | Matchs | Club(s)                                                                                               |
| ---- | ----------------- | ---- | ------ | --- |
| 1    | Albert De Cleyn   | 377  | 488    | KV Malines (1932-1955)                                                                                |
| 2    | Jef Mermans       | 343  | 384    | RSC Anderlecht (1941-1957)                                                                            |
| 3    | Bernard Voorhoof  | 296  | 474    | Lierse SK (1927-1948)                                                                                 |
| 4    | Arthur Ceuleers   | 288  | 398    | Beerschot VAC (1933-1944), Racing Club de Bruxelles (1945-1951)                                       |
| 5    | Rik Coppens       | 261  | 389    | Beerschot VAC (1947-1961), Olympic Charleroi (1961-1962)                                              |
| 6    | Erwin Vandenbergh | 255  | 428    | Lierse SK (1976-1982), RSC Anderlecht (1982-1986), La Gantoise (1990-1994), RWD Molenbeek (1994-1995) |
| 7    | Paul Dechamps     | 241  | 299    | RFC Liège (1946-1956)                                                                                 |
| 8    | Jean Capelle      | 240  | 251    | Standard de Liège (1929-1944)                                                                         |
| 9    | Paul Van Himst    | 235  | 477    | RSC Anderlecht (1959-1975)                                                                            |
| 10   | Jan Ceulemans     | 229  | 518    | Lierse SK (1974-1978), FC Bruges (1978-1991)                                                          |
| 11   | Raoul Lambert     | 212  | 373    | FC Bruges (1962-1980)                                                                                 |
| 12   | Raymond Braine    | 206  | 268    | Beerschot VAC (1922-1930, 1936-1943)                                                                  |

#### Plus grand nombre de matchs joués
La liste ci-dessous présente les footballeurs ayant disputé le plus grand nombre de matchs en première division belge. Elle regroupe uniquement les joueurs ayant atteint ou dépassé la barre des 500 rencontres dans l’élite du football belge.
| Rang | Nom                 | Matchs | Club(s) |
| ---- | ------------------- | ------ | --- |
| 1    | Raymond Mommens     | 614    | KSC Lokeren (1975-1986), Sporting Charleroi (1986-1997) |
| 2    | Willy Wellens       | 598    | Lierse SK (1972-1974), RWDM (1974-1978, 1990-1991), Standard de Liège (1978-1981), Club de Bruges (1981-1986), Beerschot VAC (1986-1989), KV Courtrai (1989-1990), Cercle de Bruges (1991-1993)                                                                |
| 3    | Eddy Snelders       | 590    | Royal Antwerp FC (1975-1980), KSC Lokeren (1980-1982), Lierse SK (1982-1984, 1994-1996), Standard de Liège (1984-1986), KV Courtrai (1986-1989), Germinal Ekeren (1989-1994, 1996-1997)                                                                        |
| 4    | Dany Verlinden      | 582    | Lierse SK (1980-1988), Club de Bruges (1988-2004) |
| 5    | Guy Vandersmissen   | 577    | Standard de Liège (1978-1991), Germinal Ekeren (1991-1992), RWDM (1992-1998) |
| 6    | Franky Van der Elst | 568    | RWDM (1979-1984), Club de Bruges (1984-1999) |
| 7    | Filip De Wilde      | 565    | KSK Beveren (1981-1987), RSC Anderlecht (1987-1996, 1998-2003), KSC Lokeren (2004) |
| 8    | Victor Mees         | 554    | Royal Antwerp FC (1944-1964) |
| 8    | Marc Millecamps     | 554    | KSV Waregem (1968-1972, 1973-1988) |
| 10   | Vital Borkelmans    | 533    | KSV Waregem (1986-1989), Club de Bruges (1989-2000), La Gantoise (2000-2002), Cercle de Bruges (2003-2004) |
| 11   | Olivier Deschacht   | 529    | RSC Anderlecht (2001-2018), KSC Lokeren (2018-2019), Zulte Waregem (2019-2021) |
| 12   | Rudi Smidts         | 526    | Royal Antwerp FC (1984-1997), Sporting Charleroi (1997-1998), Germinal Ekeren (1998-1999), Germinal Beerschot (1999-2000), KV Malines (2000-2001) |
| 13   | Marc Schaessens     | 523    | Beerschot VAC (1983-1989), Standard de Liège (1989-1991), Club de Bruges (1991-1993), KRC Genk (1993-1994), RFC Seraing (1994-1995), Germinal Ekeren (1995-1999), KVC Westerlo (1999-2002), Lierse SK (2002-2004), Excelsior Mouscron (2004), RAEC Mons (2005) |
| 14   | Jan Ceulemans       | 517    | Lierse SK (1974-1978), Club de Bruges (1978-1991) |
| 15   | Hugo Broos          | 513    | RSC Anderlecht (1970-1983), Club de Bruges (1983-1988) |
| 16   | Michel Preud'homme  | 503    | Standard de Liège (1977-1986), KV Malines (1986-1994) |
| 17   | Michel De Wolf      | 502    | RWDM (1976-1983), La Gantoise (1983-1988), KV Courtrai (1988-1990), RSC Anderlecht (1990-1994) |

#### Hall of fame
Depuis 2024, la Pro League a décidé de créer un Hall of Fame afin de rendre hommage aux figures emblématiques ayant marqué l'histoire du championnat.
Les candidats au Hall of Fame sont sélectionnés sur la base de leurs performances, de leur longévité et de leur impact dans le championnat. Un jury composé de journalistes sportifs, d’anciens joueurs, d’experts et de représentants de la Pro League établissent une liste de nominés. Pour la première édition, le public a été invité à voter afin de participer au processus de sélection, ce qui a permis d'élire 11 personnalités.
Ensuite, 5 icônes du football belge seront nommées chaque saison par le panel et la Pro League, et deux autres seront ajoutées au Hall of Fame après le vote des fans. Elles seront intronisées chaque année lors d’une cérémonie officielle organisée par la Pro League. À cette occasion, leur carrière est mise en lumière et leur contribution au développement du football belge est reconnue publiquement.
En 2025, les personnalités suivantes composent le Hall of fame :

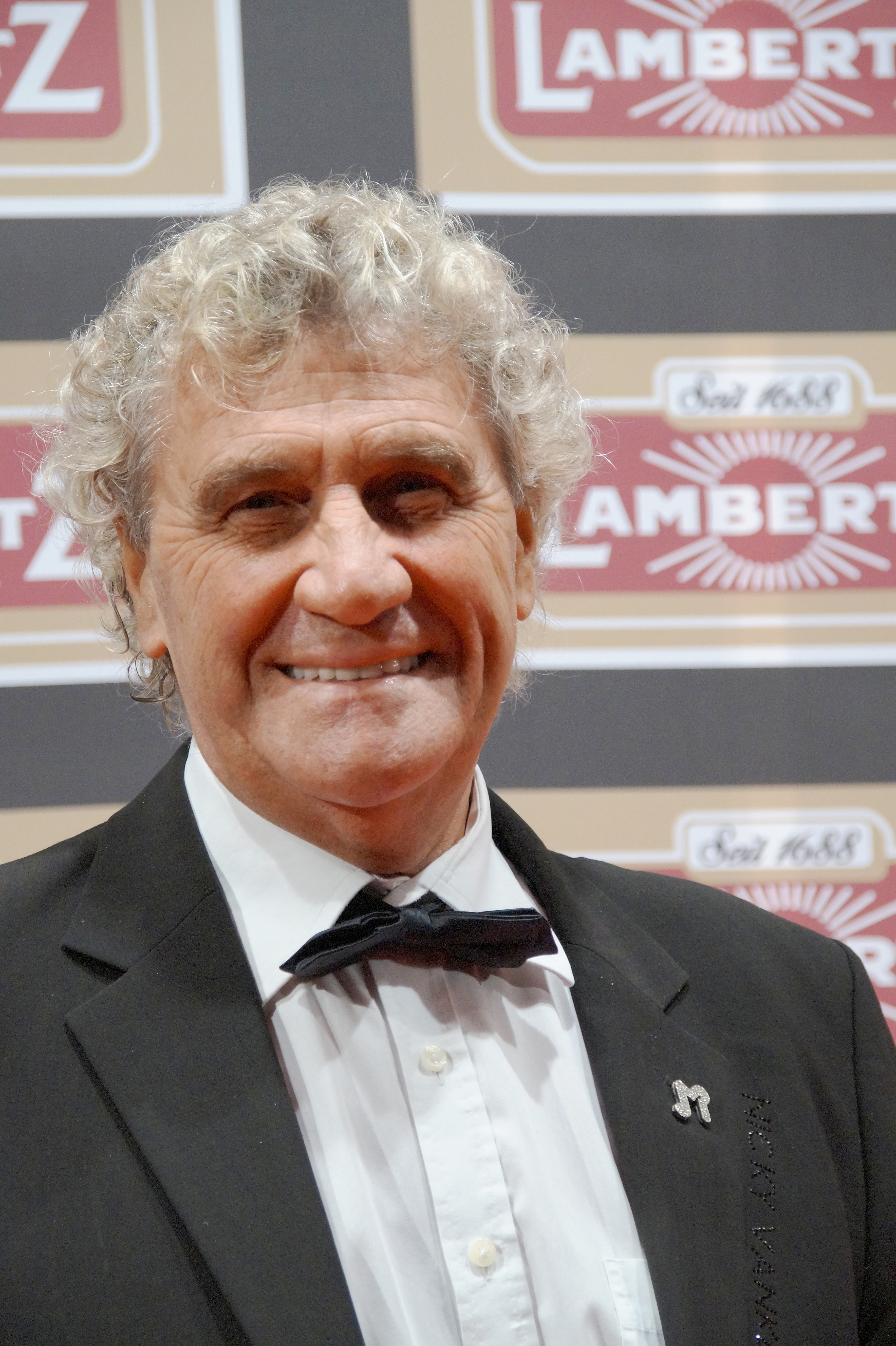
Jean-Marie Pfaff nommé en 2024

- Thomas Buffel
- Jan Ceulemans
- Eric Gerets
- Vincent Kompany
- Luc Nilis
- Jean-Marie Pfaff
- Michel Preud'homme
- Wesley Sonck
- Franky Van der Elst
- Pär Zetterberg
- Raoul Lambert (2025)
- Rob Rensenbrink (2025)

### Participations
Depuis sa création en 1895, la première division belge a accueilli 77 clubs différents. 

## Logos

Ligue Jupiler 1993-2005
Jupiler League 2005-2008
Jupiler Pro League 2008-2017
Jupiler Pro League 2017-2020
Jupiler Pro League depuis 2020

## Trophée
Lors de la saison 2015-2016, pour fêter les 25 ans de partenariat avec Jupiler, un nouveau trophée est décerné en remplacement de la traditionnelle coupe avec les deux grandes oreilles. C'est une sculpture d'un taureau en bronze, avec un grand demi ballon de football stylisé sur le dos.

Jusqu'à la saison 2014-2015.
Depuis la saison 2015-2016.